# Francis Arnaiz
Francis Arnaiz (Bacolod, 4 giugno 1951) è un ex cestista filippino.

## Carriera
Con le Filippine ha disputato i Campionati mondiali del 1974.